# Appula melancholica
Appula melancholica là một loài bọ cánh cứng trong họ Cerambycidae.